# Aller guten Dinge sind drei (Film)
Aller guten Dinge sind drei ist eine 1979 gedrehte, deutsche Fernsehkomödie in drei Episoden mit Heinz Rühmann in der Hauptrolle. Regie führte Rolf von Sydow.

## Handlung

### Episode 1: Die Spieldose
Der alte Herr Friebe besitzt einen kleinen Laden, in dem er so ziemlich alles anbietet, was der ganz normale Bürger für sich und seinen Haushalt benötigt. Kaum ein Wunsch bleibt unerfüllt. Nur ein kleines Mädchen ist nicht zufrieden mit dem angebotenen Produkt. Sie hat es auf eine Spieldose abgesehen, die laut Anhang eigentlich die Melodie von „Ein Männlein steht im Walde“ wiedergeben soll. Doch zu hören ist ein ganz anderes Lied. Das wurmt auch den Ladenbesitzer, und so macht sich Herr Friebe zum Importeur der Spieldose auf, um für seine jüngste Kundin genau das von ihr gewünschte Produkt zu besorgen.

### Episode 2: Das Cello
Frau Eberts spielt gern auf ihrem Cello, nur leider ziemlich schlecht. Ihr Gatte weiß davon ein Lied zu singen, doch aus Liebe zu ihr schweigt er und erduldet ihre Kakophonie. Der Nachbarn hingegen erweist sich als weit weniger duldsam und bummert regelmäßig gegen die Wand des hellhörigen Hauses. Herr Eberts geht zu ihm rüber – aber nicht, um dem empfindsamen Mann die Meinung zu geigen, sondern weil Eberts bei ihm, einem Freund, ein wenig mehr Ruhe vor dem Gekratze seiner Alten hat. Schließlich reift in Herrn Eberts die Erkenntnis, dass er seiner Frau bezüglich ihrer „Musikkünste“ endlich reinen Wein einschenken müsse, aber die Umstände lassen sie ihm nicht zuhören.

### Episode 3: Die Orgel
Herr Weber wohnt in einer Kleinstadt und verdient sich an der dortigen Kirche seinen Lebensunterhalt als kleiner Organist. Sein ewiger Lebenstraum ist die Anschaffung einer wirklich großen Orgel mit sehr vielen Pfeifen. Eines Tages wird dem Sakralbau tatsächlich eine neue Orgel geliefert und dort eingebaut. Der alte Weber ist hellauf begeistert, aber auch ein wenig eingeschüchtert von dem Rieseninstrument. Wird er es der Qualität entsprechend beherrschen können? Weber trinkt sich reichlich Mut an und spielt als erstes anstatt eines christlichen Chorals beschwingt einen Walzer.

## Produktionsnotizen
Aller guten Dinge sind drei, Untertitel Serenade für Spieldose, Cello und Orgel, entstand 1979 und wurde am Sonntag, den 30. März 1980 um 20 Uhr im ZDF erstmals ausgestrahlt.
Hans Zillmann entwarf das Szenenbild.

## Rezeption und Einordnung
Nach seiner Phase des Aufbegehrens gegen das nach rund 100 Kinofilmen ihm weitgehend anhaftende Rollenklischee des unverwüstlichen „kleinen Mannes von der Straße“, das er mit literarischen Rollen sperriger und verzweifelter Charaktere in seinen frühen Fernsehfilmen (1968 bis 1973) zu konterkarieren versuchte, kehrte Rühmann für die Hamburger Produktionsfirma Gyula Trebitschs mit drei Episodenfilmen Ende der 1970er Jahre zu Altbewährtem zurück. „Er spielte keine tragischen oder scheiternden Figuren mehr, allenfalls melancholische Zweifler oder Suchende, denen zu guter Letzt mit Bestimmtheit geholfen wurde. Mit diesen Altersrollen näherte er sich wieder den Geschichten des ‚kleinen Mannes‘, die versöhnlich endeten und den Zuschauer kaum einmal mit einer konflikthaften Weltsicht entließen.“